# Okolište
Koordinaten: 44° 2′ 1″ N, 18° 8′ 34,4″ O
Okolište (auch Okolišće) ist eine spätneolithische, beziehungsweise frühchalkolithische Fundstelle auf dem Gebiet der Gemeinde Visoko im Kanton Zenica-Doboj in Bosnien und Herzegowina. Sie stellt die bislang größte bekannte Fundstelle der neolithischen Butmir-Kultur dar. Die Fundstelle wurde 1966, 1974, 1984 und 1988, sowie zwischen 2002 und 2008 in mehreren Grabungs- sowie Prospektionskampagnen untersucht und bis 2012 ausgewertet. Bei Okolište handelt es sich um einen Siedlungshügel mit einer Grundfläche von etwa 7 ha.

## Fundplatz
Okolište befindet sich im zentralbosnischen Visikobecken, welches von Mittelgebirgszügen des Dinarischen Gebirges umgeben, eine abgeschlossene Siedlungskammer bildet. Insbesondere die fruchtbaren Böden entlang des Flusses Bosna bilden dabei eine ideale Siedlungslandschaft für agrarische Gesellschaften. Der Fundplatz selbst befindet sich direkt am Flussufer der Bosna auf der Kante einer pleistozänen Niederterrasse, 8 km nördlich der Stadt Visoko. Im Süden ist der Tell mit Häusern der rezenten Siedlung Radinovići überbaut, wohingegen der restliche Teil, vermutlich aufgrund der durch die menschliche Siedlungstätigkeit eingebrachten Akkumulation von Phosphaten und der dadurch bedingten positiven Auswirkungen auf die Bodenfruchtbarkeit, als Acker- bzw. Gartenland genutzt wird.

## Forschungsgeschichte

### 20. Jahrhundert

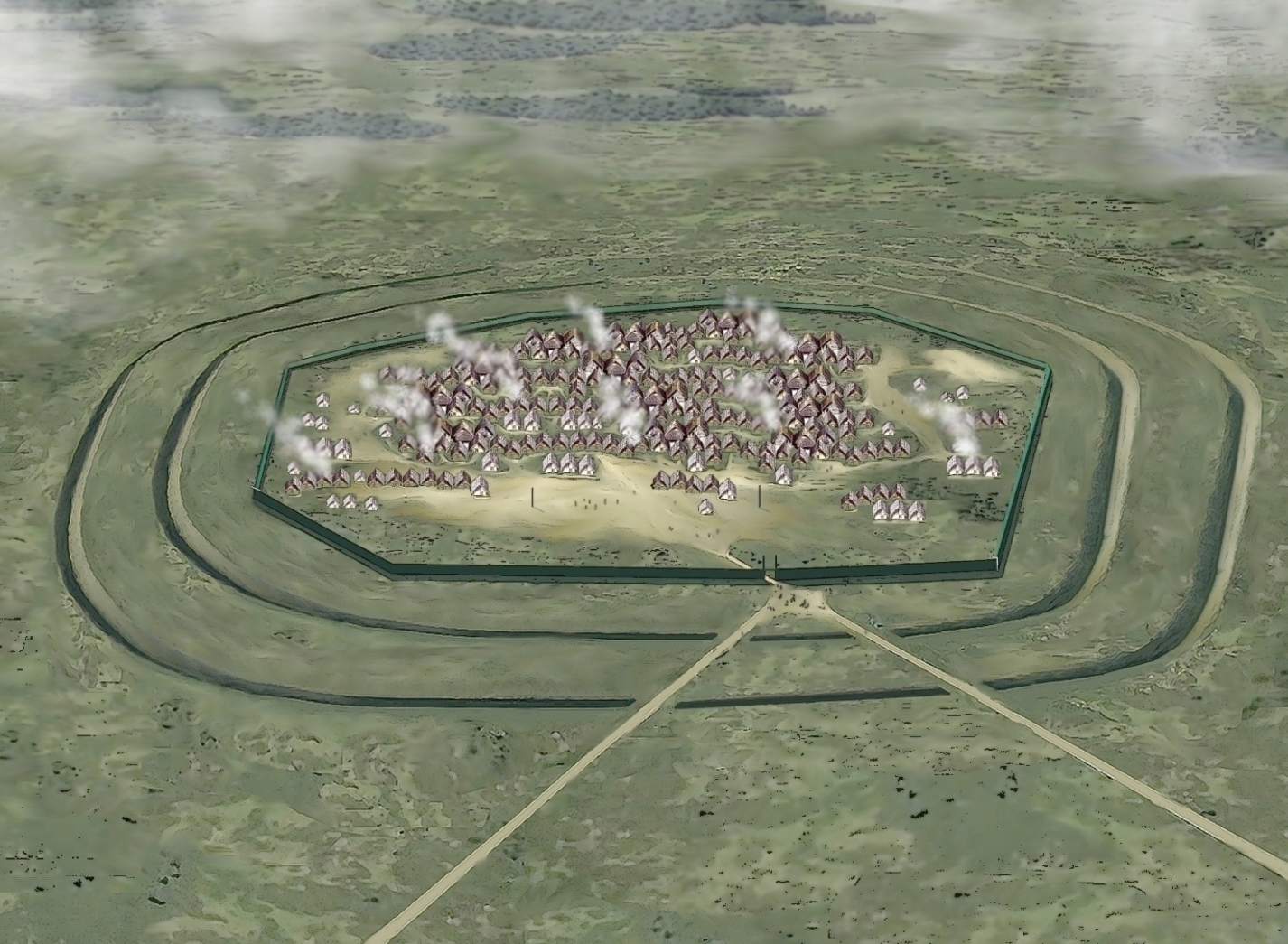
Okolište

Die Siedlung Okolište wurde gegen Ende der 1950er Jahre entdeckt. Die erste archäologische Untersuchung des Fundplatzes erfolgte 1966 durch Alois Benac, welcher in der östlichen Peripherie der südlichen Hälfte des Hügels einen 4 × 4 m messenden Grabungsschnitt anlegte. Als Ergebnis dieser ersten Grabungstätigkeit zeigte sich die Existenz von mehreren Siedlungsschichten mit einer Gesamtmächtigkeit von 2,10 m. Der tiefstgelegene Teil ab 0,8 m Tiefe enthielt Material der spätneolithischen Phase Butmir II, während die darübergelegenen Schichten Butmir III-Material und spätneolithische Hvar-Lisičić-Keramik hervorbrachten.
In den 1970er und 1980er Jahren wurden mehrere Eingriffe im Kontext von Baumaßnahmen dokumentiert. So zeigte sich 1974 beim Bau eines Abwasserkanals im Dorf Radinovići, dass die neolithischen Siedlungsschichten im südlichen Teil des Hügels eine Stärke von bis zu 4 m aufweisen und dementsprechend deutlich mächtiger als die zuvor von Benac dokumentierten Schichten ausfielen. Zudem fiel dabei auch älteres Fundmaterial als bisher bekannt an. Ein weiterer Aufschluss, welcher beim Bau eines Hauses im westlichen Teil des Hügels angelegt wurde, brachte ausschließlich Butmir II-Material hervor, besaß allerdings auch nur eine Tiefe von 90 cm.
Im Jahr 1988 führte der damals am Museum Visoko tätige Archäologe Slaviška Perić eine weitere Grabung am Westrand des Siedlungshügels durch. Die Stärke der angetroffenen Siedlungsschichten betrug hier nur 1,10 m bis 1,40 m. Das Fundmaterial war durchgängig älter als in den anderen gegrabenen Bereichen und erbrachte hauptsächlich frühneolithisches Kakanj- und spätneolithisches Butmir-I-Material (Keramik), während die Butmirphasen II und III vollständig fehlen.

### 21. Jahrhundert
Zwischen 2002 und 2012 wurden im Rahmen eines Großprojektes zur Untersuchung des südosteuropäischen Spätneolithikums und Chalkolithikums im zentralbosnischen Visikobecken mehrere Prospektions- und Ausgrabungskampagnen durchgeführt. Diese geschahen unter Beteiligung des Instituts für Ur- und Frühgeschichte der Universität Kiel, der Römisch Germanischen Kommission, des Bosnisch-Herzegowinischen Landesmuseums Sarajewo, sowie des Städtischen Museums Visoko. Die Arbeiten umfassten zwei Sondagegrabungen in den Jahren 2002 und 2004, drei Großgrabungen in den Jahren 2005, 2006 und 2008 sowie einige Begleitgrabungen in Kundruci, Zagrebnice und Donje Moštre, ebenfalls 2008. Die Grabungsleitungen unterlagen Zilka Kujundžić-Vejzagić, Knut Rassmann und Johannes Müller. Neben den Grabungen wurden geophysikalische Prospektionen und archäobotanische Untersuchungen vorgenommen. Im Jahre 2013 erschien die vollständige Aufarbeitung des Projektes in zwei Bänden.

## Chronologie und Siedlungsentwicklung
Die erste Besiedlung des Fundplatzes Okolište begann um etwa 5200 v. Chr. mit der Anlage einer Siedlung von ca. 7 ha Grundfläche. Über die Kombination von radiometrischen Datierungen, Vertikalstratigraphien und der Identifikation von chronologischen Gradienten in Korrespondenzanalysen von Keramikinventaren der Siedlung konnte eine relativ genaue chronologische Auflösung erreicht werden, welche sich zwischen 5200 und 4700/4600 v. Chr. situiert. Insgesamt bestehen drei Hauptphasen von 200 bzw. einmal 150 Jahren, welche sich wiederum in insgesamt neun Besiedlungsphasen von etwa 50 bis 75 Jahren aufgliedern.
Der Interpretation der Ausgräber zufolge, kamen die ersten Siedler möglicherweise aus dem nördlich anschließenden Bosnatal. Die Gründung der Siedlung fand dabei auf einer bereits durch Viehdrift geöffneten Flussterrasse statt. Bereits in dieser frühen Phase wird die Siedlung von einem ca. 1,30 m tiefen und 4,5 m breiten Graben eingefasst, was auf eine planmäßige Anlage des Dorfes hindeutet. In der Phase nach etwa 5150 bestehen vermutlich drei Gräben parallel, deren Ausmaße von ca. 25 m Breite und mindestens 1 m Tiefe einzelner Gräben als fortifikatorisches Hindernis interpretiert werden. Berechnungen zufolge wurden dadurch zunächst 250–325 Hausstellen, später ca. 500–650 Hausstellen geschützt. Die Einwohnerzahl der Siedlung wird zu Anfang auf 500–1500, später auf 2000–3000 geschätzt.
Ein erster Brandhorizont, welcher allerdings nicht die gesamte Siedlung, sondern nur einzelne Häuser betraf, kann auf 5100 v. Chr. datiert werden. In der gesamten Siedlungsgeschichte finden sich mehrere solcher Brandhorizonte, welche allerdings nicht mit räumlichen oder architektonischen Veränderungen der Siedlung korreliert werden können. So wurden in der Frühphase die Häuser noch in den Boden eingetieft, ab 5150 v. Chr. (Phase 2) allerdings ebenerdig errichtet, dementsprechend vor dem ersten Brandereignis. Mit dieser architektonischen Änderung ist ebenso eine räumliche Verschiebung der Hausstellen zu verbinden, welche den Übergang zum Bauprinzip des Tells markiert. Die Häuser sind generell Südwest-Nordost ausgerichtet.
Die Subsistenzwirtschaft in der Frühphase besteht in erster Linie aus einer intensiven Gartenkultur mit einem breiten Getreidespektrum von Emmer, Einkorn und Gerste. Neben den Getreiden spielen auch Hülsenfrüchte, insbesondere Linse und Erbse, eine wichtige Rolle in der Ernährungsgrundlage. Andere gepflegte Arten umfassen Äpfel, Haseln und Kornelkirsche sowie Lein, welcher vermutlich zur Leinölherstellung gezüchtet wurde. Die tierische Nahrungsgrundlage bildet eine ausgeprägte Rinderhaltung sowie in geringerem Maße die Nutzung von Schaf/Ziege und Hausschwein.
Mit den Phasen 2/3 (5150–5000 v. Chr.) ist eine Zunahme der Artefaktdichte zusammen mit einer Zunahme der Bebauungsdichte festzustellen. Die genutzten Rohstoffe sind vielfältig und bestätigen eine relativ gute Versorgung der Siedlung, ebenso wie die Möglichkeit der Beschaffung von zum Beispiel Silexrohstoffen aus unterschiedlich weit entfernten Gebieten. Insgesamt deuten zahlreiche Abschlagreste und Produktionsabfälle, bei einer gleichzeitig niedrigen Anzahl von Geräten auf eine lokale Produktion in den Haushalten hin. Auffällig ist auch die zu den Phasen 2/3 stark zunehmende Keramikvielfalt, welche auf das durch die Zunahme der Bevölkerungszahl verursachte Innovationspotential zurückgeführt wird. Während in der ersten Phase vor 5150 v. Chr. nur frühneolithische Kakanj-Keramik zu charakterisieren ist, finden sich in den Phasen 2/3 nun Formen klassischer, spätneolithischer Butmir-Ware.
Um 5000 v. Chr. findet mit der Phase 4 eine Verkleinerung der Siedlung auf etwa 5,6 ha statt. Im Gegensatz zur Hauptphase 1 (Phasen 1–3) lässt sich nur noch die Nutzung von einem Graben nachweisen. In Hauptphase 2 (5000–4850 v. Chr.) ist die Innenbebauung für die Phasen 5 und 6 nachgewiesen. Die Bebauungsdichte nimmt zu dieser Zeit um 55 % zu und es ist nach den Ergebnissen der geomagnetischen Prospektionen mit einer Gesamtanzahl von etwa 550–750 zeitgleich bestehenden Häusern zu rechnen. Die Häuser bilden giebelparallele Reihen, welche sich an Gassen und Freiflächen orientieren, es liegt also ein strukturiertes Wegesystem vor.
Die Subsistenzwirtschaft ändert sich in ihrer Zusammensetzung kaum gegenüber der Hauptphase 1. Ein relativer Anstieg von Sicheln und Mahlsteinen lässt jedoch auf eine Erhöhung der Getreideproduktion schließen. Für die Produktion von Geräten finden sich Nachweise von Außer-Haus-Aktivitäten auf den Gassen an den Hauswänden, und auch innerhalb der Häuser sind Werkplätze nachgewiesen. In vereinzelten Gebäuden finden sich Webstühle, Kratzer zur Fellbearbeitung oder Dechsel und Meißel zur Holzbearbeitung.
Die Häuser in Hauptphase 2 sind zweischiffig; Feuerstellen bestehen in Form von Herdplatten und Kuppelöfen im Inneren der Häuser. Neben handwerklichen Geräten finden sich nun auch Objekte zur Konsumtion und Repräsentation, was zum Beispiel anhand der durch die Verteilungen unterschiedlicher Gefäßformen angezeigten Aufteilung der Häuser in verschiedene Nutzungsareale oder an den vermutlich in religiösen Kontexten genutzten Figurinen, welche sich in etwa jedem fünften Haus finden, angezeigt wird. Ebenfalls deutet das Abfallverhalten auf ein Sauberhalten der Hausinnenflächen hin, was sich durch den Transport des Abfalls auf die Gassen oder in andere Lagerstätten erkennen lässt.
Gegen Ende der Hauptphase 2, genauer gesagt ab Phase 6 (um 4875 v. Chr.), verkleinert sich die Siedlung erneut. Das Grabensystem wird nun vollständig aufgegeben, die Besiedlungsdichte reduziert sich erheblich und verschiedene lokale Brandereignisse häufen sich. Die Siedlungsfläche reduziert sich bei gleichzeitigem Beibehalten des Designs der Häuser und der Hausstellen auf 1,2 ha. Die Enge des bebauten Bereichs bleibt erhalten und die Anzahl der Häuser nach dieser Verkleinerung wird auf etwa 100 mit ca. 500 Bewohnern geschätzt. In der dritten Hauptphase setzt sich die vorherige Siedlungskontinuität fort, wobei in Phase 9 (ab ca. 4750 v. Chr.) eine neue Hausform auftritt. Statt der bis zu diesem Zeitpunkt üblichen Rechteckhäuser mit bis zu 50 m² Grundfläche entstehen nun große Rechteckhäuser mit massiven Pfostensetzungen, deren Grundfläche im Durchschnitt 80 m² beträgt. Das Orientierungsprinzip der Häuser bleibt dabei jedoch gleich. In materieller Kultur als auch Subsistenzwirtschaft lassen sich keine extremen Wandlungen erkennen. Die Aufgabe der Siedlung nach 4700 v. Chr. wird auf eine potentielle Bevölkerungsfluktuation zurückgeführt, welche nicht mehr zu einer fortlaufenden Besiedlung führte.